# Ambillou-Château
Ambillou-Château är en kommun i departementet Maine-et-Loire i regionen Pays de la Loire i nordvästra Frankrike. Kommunen ligger i kantonen Gennes som tillhör arrondissementet Saumur. År 2018 hade Ambillou-Château 937 invånare.

## Befolkningsutveckling
Antalet invånare i kommunen Ambillou-Château
| Referens: INSEE |